# Videoblogg
Videoblogg, ofta förkortat vlogg (på engelska vlog), är en typ av blogg men baserad på periodiskt postade videoinlägg istället för textinlägg. Videoinläggen publiceras ofta på en videogemenskap som Youtube eller infogas i inlägg på sociala medier. Den som skapar en videoblogg kallas i folkmun för videobloggare eller vloggare eller möjligtvis för Youtubare om de använder Youtube.
Tvodd, sammansatt av tv och podd, är en synonym till videoblogg. Det var ett av svenska Språkrådets nyord 2014 men förekommer sällan i svenska språket. Ett annat ord för samma sak är videopodd.
En svensk undersökning från 2021 visade att 19 procent av de svenska internetanvändarna hade tittat på vloggar under det senaste året och fem procent hade tittat varje dag.